# Mylochromis anaphyrmus
Mylochromis anaphyrmus é uma espécie de peixe da família Cichlidae.
Pode ser encontrada nos seguintes países: Malawi e Moçambique.
Os seus habitats naturais são: lagos de água doce.